# 카리오카 아레나 3

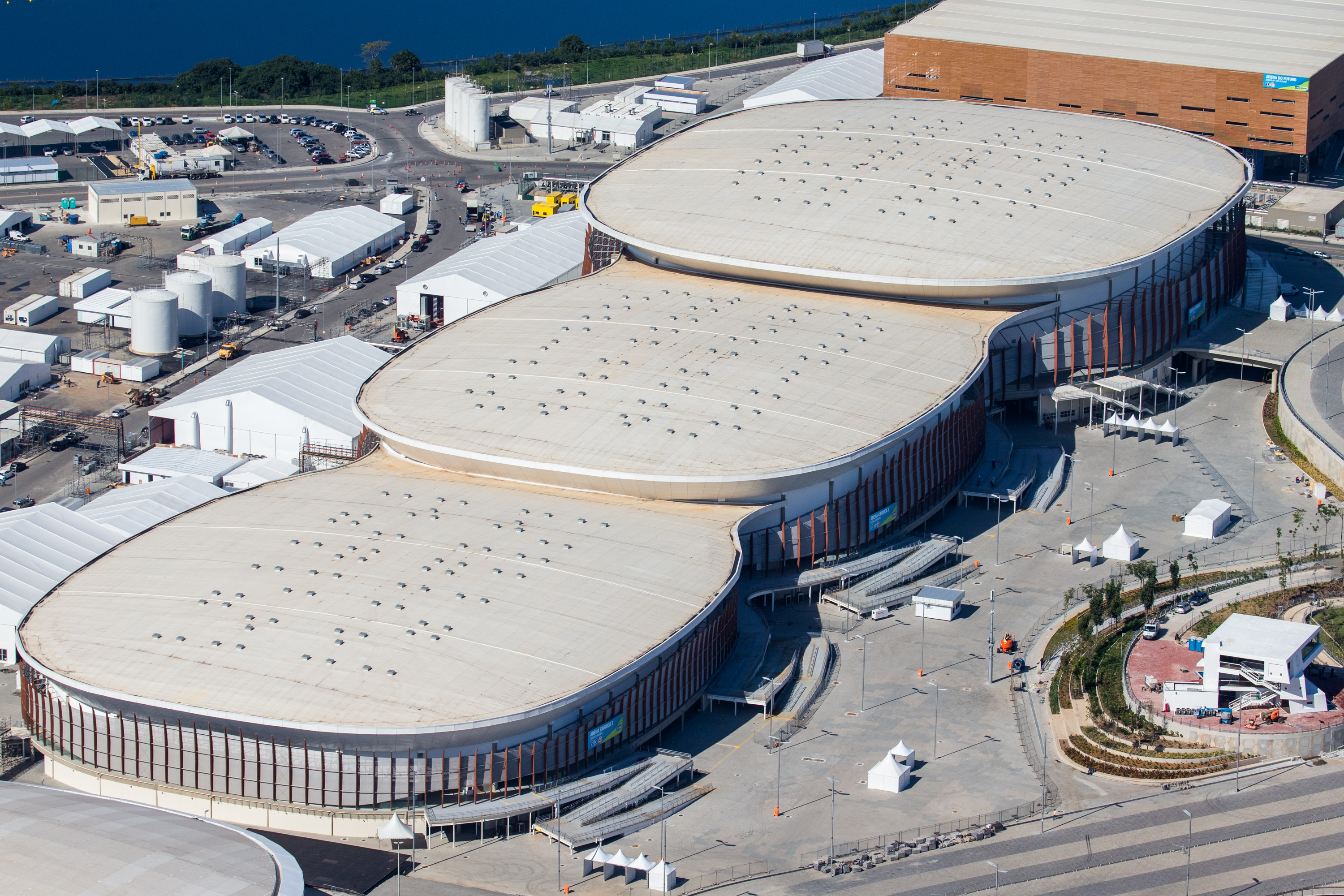
왼쪽 맨아래가 카리오카 아레나 3 경기장이다.

카리오카 아레나 3(영어: Carioca Arena 3, 포르투갈어: Arena Carioca 3) 또는 카리오카 아레나 제3경기장은 브라질 리우데자네이루주 리우데자네이루 바하다티주카의 바라 올림픽 공원에 위치한 경기장이다. 10000명까지 수용가능하다.
리우데자네이루에서 열리는 제31회 하계 올림픽때는 펜싱과 태권도 경기과 열린다.
2016년 하계 패럴림픽때는 유도 경기가 이 경기장에서 치러진다.
카리오카 아레나 1에서는 배구 경기, 카리오카 아레나 2에서는 유도와 레슬링 경기가 열린다.

## 사진

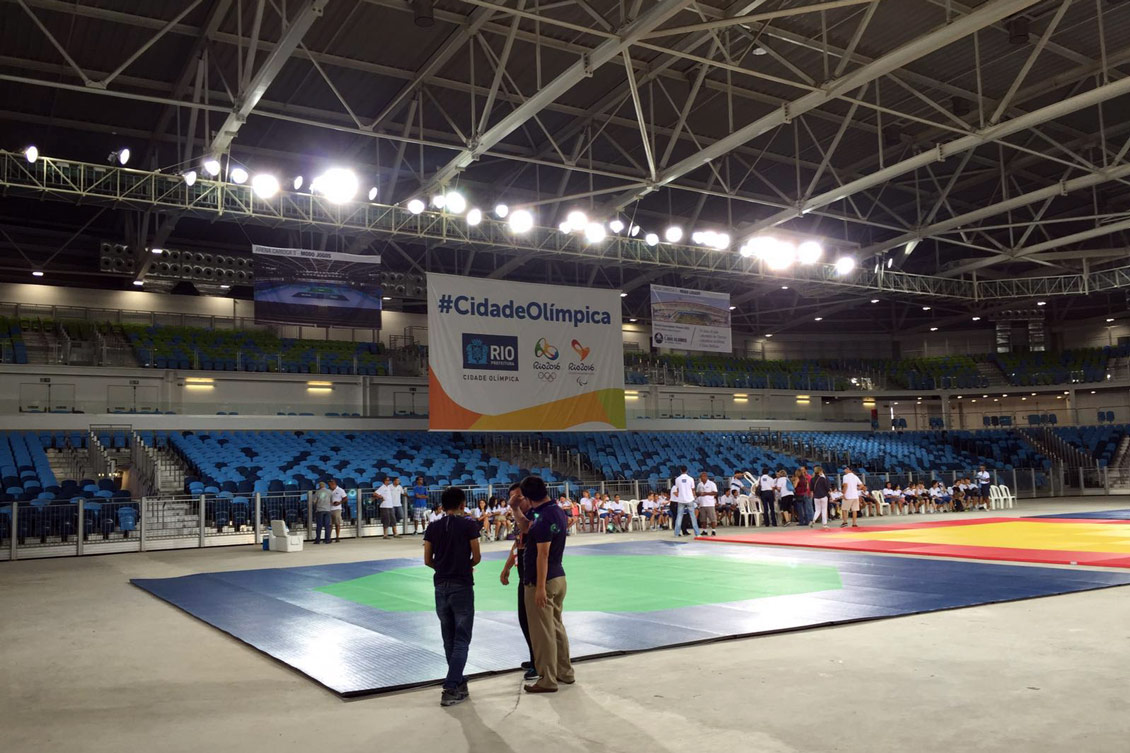
카리오카 아레나 3

## 같이 보기
- 카리오카 아레나 1
- 카리오카 아레나 2